# Challenger de Salvador de Bahía 2022
El torneo Challenger de Salvador de Bahía 2022, denominado por razones de patrocinio Dove Men+Care Salvador de Bahía fue un torneo de tenis perteneciente al ATP Challenger Tour 2022 en la categoría Challenger 80 y al Circuito Legión Sudamericana 2022. Se trató de la 1.ª edición, el torneo tuvo lugar en la ciudad de Salvador (Brasil), desde el 2 hasta el 8 de mayo de 2022 sobre pista de tierra batida al aire libre.

## Jugadores participantes del cuadro de individuales
| Favorito | País                 | Jugador                      | Rank1 | Posición en el torneo |
| -------- | -------------------- | ---------------------------- | ----- | --------------------- |
| 1        | Bandera de Chile     | Tomás Barrios                | 147   | FINAL                 |
| 2        | Bandera de Argentina | Renzo Olivo                  | 167   | Semifinales           |
| 3        | Bandera de Argentina | Camilo Ugo Carabelli         | 175   | Baja                  |
| 4        | Bandera de Brasil    | Felipe Meligeni Alves        | 192   | Primera ronda         |
| 5        | Bandera de Argentina | Nicolás Kicker               | 203   | Primera ronda         |
| 6        | Bandera de Argentina | Santiago Rodríguez Taverna   | 207   | Segunda ronda         |
| 7        | Bandera de Brasil    | Matheus Pucinelli de Almeida | 218   | Primera ronda         |
| 8        | Bandera de Chile     | Gonzalo Lama                 | 256   | Cuartos de final      |

- 1 Se ha tomado en cuenta el ranking del 25 de abril de 2022.

### Otros participantes
Los siguientes jugadores recibieron una invitación (wild card), por lo tanto ingresan directamente al cuadro principal (WC):
- Gustavo Heide
- João Victor Couto Loureiro
- João Lucas Reis da Silva

Los siguientes jugadores ingresan al cuadro principal tras disputar el cuadro clasificatorio (Q):
- Pedro Boscardin Dias
- Román Andrés Burruchaga
- Matías Franco Descotte
- Conner Huertas del Pino
- Wilson Leite
- Alejo Lorenzo Lingua Lavallén

## Campeones

### Individual Masculino
- João Domingues derrotó en la final a  Tomás Barrios, 7–6(9), 6–1

### Dobles Masculino
- Diego Hidalgo /  Cristian Rodríguez derrotaron en la final a  Orlando Luz /  Felipe Meligeni Alves, 7–5, 6–1